# ستيبان تشيرفونينكو
ستيبان فاسيليفيتش تشيرفونينكو (بالروسية: Степан Васильевич Червоненко)، من مواليد 3 سبتمبر 1915، وتوفي بتاريخ 11 يوليو 2003، هو دبلوماسي روسي، عمل سفيراً للاتحاد السوفيتي لدى 3 دول، وهي فرنسا وتشيكوسلوفاكيا والصين.